# 管苞瓶蕨
管苞瓶蕨（学名：Vandenboschia birmanica）为膜蕨科瓶蕨属下的一个种。

## 扩展阅读
- 維基物種上的相關：管苞瓶蕨